# September Murder
September Murder  ist eine deutsche Progressive-/Death-Metal-Band aus Thale im Harz.

## Geschichte
September Murder wurde 2004 von dem Gitarristen Emanuel Brauer und dem Bassisten Guntar Elsaßer gegründet. Zwei Jahre später komplettierten der Schlagzeuger Stefan Voigtländer und der Sänger Oliver Schacke die Besetzung, in der erste Konzerte deutschlandweit gespielt wurden.
Im Sommer 2007 besuchte die Band die Schmiedeberg sieben Studios in Rübeland, um ihre EP After Every Setting Sun zusammen mit Produzent Jens Martinek einzuspielen. Unmittelbar nach der Veröffentlichung im Herbst desselben Jahres unterschrieb die Band einen Vertrag beim Berliner Label Maintain Records und arbeitete am Debüt-Album Agony in Flesh, welches im Sommer 2008 aufgenommen und im Winter 2009 veröffentlicht wurde.
Anfang 2009 wurde der mittlerweile vakante Posten des Drummers mit Clemens Frank (Hidden in the Fog, Unloved, live für Disillusion und Mathyr) besetzt.
Anschließend schrieben September Murder an neuen Liedern für den zweiten Longplayer und begrüßten kurz nach Beginn der Studioaufnahmen im Frühjahr 2011 Marcus Kühne als neuen Bassisten. 

## Diskografie

### Alben
- 2009: Agony in Flesh (Maintain Records)
- 2013: He Who Invokes Decadence (Eigenproduktion)

### EP
- 2007: After Every Setting Sun (Eigenproduktion)